# Закон України «Про очищення влади»
Закон України «Про очищення влади» (також неофіційно Закон про люстрацію) — закон, ухвалений Верховною Радою України 16 вересня 2014 року, що визначає засади проведення перевірки державних службовців та посадових осіб органів місцевого самоврядування і встановлює заборону обіймати державні посади протягом 5 та 10 років певним категоріям фізичних осіб.

## Історія прийняття
Законопроєкт було зареєстровано 24 липня 2014 року під номером 4359а. Ініціаторами законопроєкту стали 16 народних депутатів різних фракцій. Розроблений законопроєкт був громадським активістом Єгором Соболєвим та його однодумцями. 14 серпня проєкт закону був розглянутий у першому читанні та прийнятий за основу.
Між першим і другим читаннями текст закону було допрацьовано, зокрема зі списку осіб, що підпадають перевірці, було виключено виборних осіб, оскільки це суперечило Конституції України та рекомендаціям ПАРЄ щодо люстрації. За першою версією тексту закону, під перевірку також підпадав Президент України Петро Порошенко, однак, за словами Єгора Соболєва, за наполяганням фракції партії «УДАР», було внесено обмеження, що посадовці часів Януковича «звільняються за умови, що вони пропрацювали на цій посаді щонайменше рік».
16 вересня 2014 року, після кількаденних бурхливих демонстрацій, Верховна Рада прийняла в другому читанні (серед кількох варіантів) законопроєкт «Про очищення влади» (про люстрацію). За прийняття відповідного законопроєкту № 4359а в цілому із третього разу проголосував 231 депутат за мінімально необхідних 226.
25 вересня закон підписав Голова Верховної Ради Олександр Турчинов. Прем'єр-Міністр Арсеній Яценюк завізував його (що не передбачено Конституцією), після чого Кабінет міністрів передав до адміністрації президента закон із пропозицією його підписати.
3 жовтня, Президент Петро Порошенко заявив, що планує підписати закон, щоб перевести питання люстрації в правове поле (і позбутися практики самовільних люстраційних комітетів), але водночас виступив із критикою закону:
9 жовтня 2014 року Петро Порошенко підписав закон (у Президента був час до 10 жовтня щоб його підписати). 15 жовтня 2014 року закон був офіційно опублікований у парламентській газеті «Голос України» та набув чинності 16 жовтня.

## Положення закону

### Визначення та мета
Закон визначає поняття «очищення влади» та «люстрація» як встановлену цим законом або рішенням суду заборону окремим фізичним особам обіймати певні посади в органах державної влади та органах місцевого самоврядування.
Згідно з першою статтею закону, очищення влади здійснюється з метою недопущення до участі в управлінні державними справами осіб, які своїми рішеннями, діями чи бездіяльністю здійснювали заходи (та/чи сприяли їх здійсненню), спрямовані на:
- узурпацію влади Президентом України Віктором Януковичем,
- підрив основ національної безпеки і оборони України
- або протиправне порушення прав і свобод людини.

### Коло осіб, яке підпадає люстрації
Закон вводить заборону на зайняття певних посад протягом 10 років особами, які в період з 25 лютого 2010 року за 22 лютого 2014 терміном понад 1 рік займали певні державні посади. Аналогічна заборона діятиме щодо осіб, які займали зазначені у законі посади менше 1 року, але включаючи період з 21 листопада 2013 по 22 лютого 2014 року, і не звільнених за власним бажанням.
Крім цього, люстрації підлягають особи, що займали посади в Комуністичній партії СРСР або однієї із союзних республік, починаючи від секретаря районного комітету і вище, в комсомольських організаціях, працювали в органах КДБ.
Додатково люстрації підлягають раніше засуджені чиновники і співробітники правоохоронних органів, які співпрацювали з іноземними спецслужбами, закликали до порушення територіальної цілісності України або допустили порушення прав і свобод людини, що були визнані Європейським судом з прав людини.
Крім цього, люстрації підлягають чиновники, які подаватимуть недостовірну інформацію про майно в деклараціях про доходи, або вартість майна яких буде не відповідати рівню законних доходів за період перебування на посаді.

## Оцінки

### Висновок Головного науково-експертного управління
14 серпня 2014 року Головне науково-експертне управління (ГНЕУ) опублікувало негативний висновок щодо законопроєкту № 4359а, яким радило повернути проєкт закону на доопрацювання. У висновку зазначалося, що у запропонованій редакції законопроєкт не дозволить досягнути необхідного очищення влади, оскільки:
Також у висновку йдеться, що законопроєкт суперечить рекомендаціям Парламентської асамблеї Ради Європи (ПАРЄ) з приводу критеріїв застосування люстраційних обмежень, а саме Резолюції ПАРЄ № 1096 (1996) та пов'язаному документу № 7568 від 3 червня 1996 року під назвою «Заходи задля усунення спадщини колишніх комуністичних тоталітарних систем». Зокрема за рекомендаціями ПАРЄ, задля уникнення порушення прав людини у люстраційному законодавстві, «ніхто не повинен піддаватись люстрації виключно за членство в будь-якій організації або діяльність на користь будь-якої організації, які були правомірними на час існування такої організації або вчинення такої діяльності (…) або за особисті погляди та переконання», і що «провина, будучи індивідуальною, а не колективною, мусить бути доведена в індивідуальному порядку». Натомість у статті 4 законопроєкту було вміщено перелік осіб, які апріорі не проходять люстраційної перевірки. Всупереч рекомендаціям, закон виходить з презумпції вини осіб, які співпрацювали з Комуністичною партією СРСР, колишнім КДБ СРСР (не беручи до уваги ні вік останніх, ні обсяг і характер відповідної співпраці, ні її тривалість) та запроваджує колективну відповідальність вказаних осіб за діяльність цих органів у цілому.
Експерти управління також зазначили, що організація проведення перевірки у законопроєкті покладається на керівника відповідного органу державної влади, де працює суб'єкт перевірки (стаття 5, пункт 4 закону). На їх думку, в такому випадку «очищення влади» здійснює сама влада за мінімальної участі суспільства, а обраний підхід містить ризики створення нових корупційних схем.
У висновку також йдеться, що актуальність заходів щодо співпраці з органами комуністичного режиму 23 роки після здобуття Україною Незалежності може бути дискусійною. Як приклад наведено рішення Європейського суду з прав людини 2004 року на користь позивачів проти Литви, у якому відзначався пізній час набуття чинності литовським люстраційним законом у 1999 році.
Нарешті, у висновку ГНЕУ відзначено неналежний техніко-юридичний рівень викладення нормативного матеріалу та наявність очевидних помилок, що ускладнювало розуміння і аналіз приписів.

### Критика
30 вересня 2014 року Генеральний прокурор Віталій Ярема розкритикував прийнятий Верховною Радою закон про люстрацію оскільки, на його думку, закон суперечить Конституції України і не відповідає вимогам міжнародного законодавства. Він також зазначив, що під дію закону підпадає понад мільйон громадян, і що в разі набрання чинності законом він породить велику кількість звернень до судів, зокрема до Європейського суду з прав людини.
30 вересня 2014 стало відомо, що Моніторинговий комітет ПАРЄ ухвалив рішення направити текст закону України «Про очищення влади» для аналізу та висновків у Венеційську комісію через побоювання, що він призведе до порушень прав людини. За словами колишнього члена Венеційської комісії Марини Ставнійчук, такий механізм використовується у виключних випадках і він вказує, що у європейських структур є велика стурбованість змістом закону. Висновки комісії про закон можуть з'явитися не раніше 12—13 грудня.
Директор Харківської правозахисної групи Євген Захаров виступив з різкою критикою прийняття закону:
Він апелював до Президента України накласти вето на закон, оскільки, на його думку, закон було прийнято з порушенням процедури, текст закону до другого читання «не бачили», а з'явився остаточний текст лише 26 вересня. На його думку, закон також суперечить принципам проведення люстрації затвердженим Парламентською асамблеєю Ради Європи через занадто широке коло люстрованих осіб та відсутність незалежного органу для проведення люстрації. Необґрунтовано широке коло осіб (понад 500 тисяч), що підпадає під люстрацію та може бути одночасно звільнене, за умов браку кадрів може призвести до вибіркового переслідування, що неприпустимо. Захаров також зазначив, що закон порушує міжнародні норми права на приватність при проведенні люстрації.
Уповноважений Верховної Ради України з прав людини Валерія Лутковська вважає, що норми закону потенційно несуть загрозу порушення прав людини. За її словами, вона підтримує люстрацію, але тільки за чітко визначеними критеріями і без колективної відповідальності.
Водночас, згідно із опитуванням громадської думки центру «Соціальний моніторинг», більшість громадян України виступають за презумпцію невинності під час процедури люстрації: 64,3% респондентів виступають за люстрацію тільки тих чиновників, чия провина буде доведена, у той час як 22,6% опитаних вважають, що люструвати необхідно всіх чиновників, незалежно від наявності доказів їхньої провини.
У листопаді 2014 року фінансист та філантроп Джордж Сорос також розкритикував закон «Про очищення влади». За його словами:
Джордж Сорос також зауважив про недопустимість презумпції провини під час люстрації і необхідність одночасної побудови нової системи (зокрема судової системи і державних служб) замість старої, яка руйнується законом про люстрацію.
Президент «Енергоатому» Юрій Недашковський назвав Закон «карикатурним» і «прийнятим тими, хто в своїй більшості сам потребує люстраційного очищення».
Богдан Вітвіцький (колишній федеральний прокурор і помічник генерального прокурора США, українець за походженням) зазначає, що Закон не відповідає багатьом стандартам Ради Європи. На його думу, «Поганий закон про люстрацію — це гірше, ніж його відсутність».
Заступник глави Адміністрації Президента Порошенка, «відповідальний за судову реформу» Олексій Філатов, фактично, приєднався до критики Закону, зазначивши, що він не узгоджується з Конституцією.

#### Критика Венеційської комісії
Венеційська комісія на запит ПАРЄ провела розгляд Закону з точки зору його відповідності стандартам європейського права.
Президент Венеційської комісії Джанні Букіккіо повідомив, що ВК вважає Закон «вельми поганим» і не повністю відповідним українській Конституції, а також європейським стандартам в цій сфері.
Зокрема, Комісія невдоволена люстрацією суддів. Комісія не сприймає того, що в Україні ухвалено два закони, які стосуються люстрації суддів («Про очищення влади» та «Про відновлення довіри до судової влади в Україні»). Рекомендується об'єднати ці два документи.
ВК наголошує, що виконавча влада не може втручатися в роботу судової гілки, а тому люстраційний комітет повинен бути відокремленим від Міністерства юстиції.
Висновки Венеційської комісії зводяться до того, що Закон містить кілька серйозних недоліків і вимагає перегляду принаймні такого:
1. Люстрація повинна застосуватися тільки до тих посад, які дійсно можуть становити значну загрозу для прав людини та демократії; перелік посад, які підлягають люстрації, має бути переглянутий.
2. Вина має бути доведена в кожному окремому випадку, і не може презюмуватися лише на підставі приналежності до категорії державних посад; критерії люстрації повинні бути переглянуті;
3. Відповідальність за проведення процесу люстрації необхідно забрати від Міністерства юстиції та передати спеціально створеному незалежному органу, з активною участю громадянського суспільства.
4. Процедура люстрації повинна проходити з гарантуванням справедливого судового розгляду (право на адвоката, рівності сторін, право бути заслуханим особисто); адміністративне рішення про люстрацію повинно бути призупинено до винесення остаточного судового рішення.
5. Люстрація суддів повинна регулюватись тільки одним законодавчим актом, який не дублює інший, з чітким дотриманням конституційних положень, що гарантують їх незалежність, і тільки Вища рада юстиції має нести відповідальність за будь-яке звільнення судді.
6. Інформація про осіб, що підпадають під люстраційні заходи, може бути оприлюднена тільки після винесення судом остаточного рішення[37].

Президент ВК Дж. Букіккіо прямо назвав Закон «поганим» і порадив Президенту П. Порошенку зупинити його застосування. Пізніше він наголосив на важливості індивідуальної відповідальності: «Слід бути впевненим, що персона несе індивідуальну відповідальність, а не просто відповідає за те, що була частиною системи».

### Позитивні оцінки
Захисники закону, такі як Міністр юстиції України Павло Петренко, вважають «автоматичну люстрацію», визначену законом, максимально об'єктивною, яка повністю усуває суб'єктивний фактор та упереджені стосовно чиновників українські суди з процесу люстрації.

## Питання неконституційності Закону
17 листопада 2014 року Верховний Суд України звернувся до Конституційного Суду України з проханням встановити відповідність Конституції України окремих положень Закону України «Про очищення влади» (а саме п. 6 ч. 1, п. 2 ч. 2, п. 13 ч. 2, ч. 3 ст. 3). За таке звернення проголосували 27 із 43-ох суддів, 15 голосували проти.
Звернення ініціював Вищий спеціалізований суд України з розгляду цивільних і кримінальних справ. Його аргументація:
1. Закон порушує незалежність і недоторканність суддів, не відповідає ч. 1 ст. 129 Конституції України, згідно з якою судді при здійсненні правосуддя незалежні і підкоряються лише закону.
2. Закон не відповідає судовій практиці ЄСПЛ.
3. Закон може породити практику колективної юридичної відповідальності; у неконституційний спосіб розширює перелік підстав звільнення судді, що передбачений у п. 5 ч. 5 ст. 126 Конституції України.
4. Закон порушує загальновизнаний правовий принцип зворотної дії закону в часі (ст. 5 Кримінального кодексу, ст. 58 Конституції): закони та інші нормативно-правові акти не мають зворотної дії в часі. (Тут мається на увазі, що Закон призначає покарання у вигляді заборони обіймати займані посади на строк п'ять років)[43].

Міністерство юстиції України тиснуло на Верховний Суд з метою відкликати дане подання. Прем'єр-міністр Арсеній Яценюк одночасно зробив натяк, що Вищий спецсуд можуть ліквідувати.
Служба зовнішньої розвідки також звернулася до Конституційного суду України з проханням роз'яснити, чи відповідають Конституції окремі положення Закону. Конституційне подання від 20 жовтня.
20 січня 2015 року до Конституційного Суду надійшло третє за ліком конституційне подання 47-ми народних депутатів України щодо конституційності окремих положень Закону.
16 березня 2015 року Пленум Верховного Суду вирішив звернутися до Конституційного Суду із конституційним поданням щодо конституційності окремих положень Закону. Підставою для цього стало надходження до Верховного Суду України 128 ухвал окружних адміністративних судів з різних регіонів України щодо ініціювання такої перевірки. У конституційному поданні звертається увага на важливість встановлення індивідуальної вини та дотримання принципу презумпції невинуватості, а також на сумнівність зворотної дії цього Закону в часі.
Згодом Конституційний Суд об'єднав три подання в одне провадження. Суд скаржився на тиск зі сторони «окремих народних депутатів України, громадських діячів та представників правоохоронних органів» у зв'язку з розглядом об'єднаної справи за цими поданнями.

## Позиція Європейського суду з прав людини
У справі «Полях та інші проти України» ЄСПЛ відзначив, що Закон застосовується до дуже широкого кола осіб і призвів до звільнення заявників лише на тій підставі, що вони обіймали посади на державній службі протягом більш ніж року за часів президентства Януковича, або на підставі зайняття посад у Комуністичній партії до 1991 року.
«Отже, вказаний закон не зважав на особисту роль, яку відігравали заявники, а також на те, чи були вони особисто пов'язані з будь-якою недемократичною діяльністю, що мала місце в період правління колишнього президента. В цьому відношенні український Закон про очищення влади відрізняється від процедур люстрації, які були запроваджені у інших державах Центральної та Східної Європи і які були більш цільовими і вузько спрямованими».